# Linda Ferri
Linda Ferri (Roma, 1957) è una scrittrice e sceneggiatrice italiana.

## Biografia
Nata a Roma nel 1957, vive tra Roma e Parigi. 
Laureata in Scienze Politiche a Parigi e Filosofia a Firenze, dopo alcune traduzioni, esordisce nella narrativa nel 1997 con il romanzo Incantesimi, vincitore del Premio Fiesole Narrativa Under 40.
In seguito pubblica una raccolta di racconti, opere per l'infanzia delle quali è anche illustratrice e un romanzo, Cecilia, candidato al Premio Strega.
Sceneggiatrice, ha collaborato tra gli altri con Nanni Moretti per La stanza del figlio (vincendo il Globo d'oro), con Giuseppe Piccioni per Luce dei miei occhi e La vita che vorrei e con Kim Rossi Stuart per Anche libero va bene (ottenendo il Ciak d'oro).

## Filmografia
- Voglio una donnaaa! di Luca Mazzieri e Marco Mazzieri (1998) (sceneggiatura)
- La stanza del figlio di Nanni Moretti (2001) (sceneggiatura)
- Luce dei miei occhi di Giuseppe Piccioni (2001) (sceneggiatura)
- Te lo leggo negli occhi di Valia Santella (2004) (soggetto)
- La vita che vorrei di Giuseppe Piccioni (2004) (sceneggiatura)
- Anche libero va bene di Kim Rossi Stuart (2005) (sceneggiatura)

## Opere

### Romanzi
- Incantesimi, Milano, Feltrinelli, 1997 ISBN 88-07-70084-0 (tradotto in francese da Marilène Raiola e Joël Gayraud, Parigi, Mille et une nuits, 2000)
- Cecilia, Roma, E/O, 2009 ISBN 978-88-7641-851-8

### Racconti
- Il tempo che resta, Milano, Feltrinelli, 2001 ISBN 88-07-01592-7

### Narrativa per l'infanzia
- Cucciolo dei miei sogni (anche illustrato), Roma, E/O, 2004 ISBN 88-7641-629-3
- Tutto il respiro del mondo, Roma, Lapis, 2004 ISBN 88-87546-75-4
- La ballerina cosmica, Milano, Salani, 2013 ISBN 978-88-6715-119-6

### Curatele
- Arcana Scheiwiller: gli archivi di un editore, Milano, Scheiwiller, 1987 ISBN 88-7644-091-7

### Traduzioni
- Ritratti carnivori di Věra Linhartová, Roma, E/O, 1987 ISBN 88-7641-048-1
- Finestre di Jean-Bertrand Pontalis, Roma, E/O, 2001 ISBN 88-7641-451-7

## Riconoscimenti
- Globo d'oro
  - 2001 – Migliore sceneggiatura per La stanza del figlio

- Ciak d'oro
  - 2007 – Migliore sceneggiatura per Anche libero va bene[5]